# Alfons Brandt
Alfons Brandt (ur. 5 marca 1868 w Kurnosie koło Bełchatowa, zm. 27 stycznia 1925 w Piotrkowie Trybunalskim) – polski skrzypek, koncertujący solista wirtuoz.

## Życiorys
Alfons był synem Edwarda Brandta – właściciela warsztatu tkackiego. Mając kilkanaście lat rozpoczął naukę w ówczesnym Instytucie Muzycznym im. Fryderyka Chopina w Warszawie. Trafił do klasy skrzypka Izydora Lotto, absolwenta Konserwatorium Muzycznego w Paryżu. Po paru latach przeniósł się do Moskwy, gdzie doskonalił umiejętności w Konserwatorium Cesarskiego Rosyjskiego Towarzystwa Muzycznego pod kierunkiem Jana Hřímalego, sławnego skrzypka pochodzenia czeskiego. Dyplom ukończenia studiów otrzymał w roku 1886.
Rozpoczął pracę jako skrzypek solista w orkiestrze Teatru Maryjskiego (Opery Cesarskiej) w Petersburgu, który opuścił kilka lat później. W tym samym czasie w Moskwie studiował grę na trąbce i występował w tamtejszej orkiestrze bratanek Alfonsa – Julian Brandt.
W roku 1891 powrócił do Kurnosa, a od 1895 osiadł na stałe w Piotrkowie Trybunalskim. Występował w wielu miastach ówczesnego Królestwa Polskiego, m.in. w Łodzi, Częstochowie, Zawierciu, Sosnowcu czy w Dąbrowie Górniczej.
W sierpniu 1902 roku Brandt wyruszył w trasę koncertową po miastach położonych na południu ówczesnego Cesarstwa Rosyjskiego. Występował m.in. w Odessie, na Krymie. Repertuar wykonywanych publicznie utworów był urozmaicony. Często popisywał się lubianymi przez publiczność drobnymi kompozycjami takimi jak Romans Andaluzyjski Pabla Sarasatego, Tańce węgierskie Johannesa Brahmsa, Polonez A-dur, Polonez D-dur Henryka Wieniawskiego. Natomiast z towarzyszeniem orkiestry symfonicznej koncerty skrzypcowe Henriego Vieuxtempsa, Henryka Wieniawskiego, Camilla Saint-Saënsa, czy Ludwiga van Beethovena.
W recenzjach zamieszczanych w czasopismach piotrkowskich "Tydzień" i "Kronika Piotrkowa" tak przedstawiano grę Brandta:

... bez wątpienia sięgająca na wyżyny artyzmu.

Gry tego solisty słuchamy zawsze z wysokim zadowoleniem.

Znany artysta-skrzypek, uczeń Lothego, były solista orkiestry teatralnej w Petersburgu.

Alfons Brandt jako pierwszy skrzypek kierował przez wiele lat piotrkowskim kwartetem smyczkowym. W programach koncertowych znajdowały się utwory Piotra Czajkowskiego, Joseph Haydna, Ludwiga van Beethovena. Niemal w tym samym czasie, w pierwszych latach XX wieku, Brandt został dyrygentem orkiestry dętej ochotniczej straży pożarnej oraz orkiestry wojskowej rosyjskiego 28 pułku połowieckiego. W roku 1908 przejął od Edmunda Gerbera kierownictwo niewielkiej piotrkowskiej orkiestry symfonicznej. 
Drugim polem działalności twórczej Brandta stała się Łódź. W mieście objął stanowisko nauczyciela gry skrzypcowej w Szkole Muzycznej Antoniego Grudzińskiego. Natomiast pod koniec 1911 koku został dyrektorem artystycznym i dyrygentem przy tutejszym Towarzystwie Muzycznym im. Fryderyka Chopina. Prowadził orkiestrę symfoniczną. Wybuch I wojny światowej przerwał działalność orkiestry.
W roku 1911 wzorem łódzkich szkół muzycznych zorganizował w Piotrkowie podobną placówkę o nazwie Kursy Muzyczne. Ulokowane zostały początkowo w siedzibie Towarzystwa Muzycznego w kamienicy na rogu ul. Sieradzkiej i Rynku Trybunalskiego. W miarę rozwoju kursy przeniesiono na ulicę Rokszycką 26 (dziś Narutowicza), a następnie na ul. Bykowską 58 (dziś Wojska Polskiego). Nauczycielami w szkole byli: Alfons Brandt, Tadeusz Mazurkiewicz i Stanisław Mańkowski (fortepian), Jan Gacki (wiolonczela) oraz Tadeusz Joteyko (teoria muzyki). Szkoła cieszyła się zainteresowaniem i wykształciła wielu zdolnych muzyków. Byli wśród nich skrzypkowie Jan Cholinowa, M. Sztajnberg, Rader, Katzer, Maria Czajkowska i Zenon Mrówczński oraz pianiści – Leon Stępiński, E. Panof (córka dyrektora Gimnazjum Męskiego).
W latach 1915–1918 prowadził kursy gry skrzypcowej na poziomie średnim i wyższym w szkole przy Towarzystwie Muzycznym im. F. Chopina, a także w Instytucie Muzycznym utworzonym przez Aleksandra Turnera. Uczył także przedmiotów muzycznych w Polskim Seminarium Nauczycielskim, którego celem było przygotowanie kadry nauczycielskiej do pracy w szkołach niepodległej Polski.
Po zakończeniu wojny od roku 1918 wznowiła działalność orkiestra symfoniczna działająca przy Towarzystwie Muzycznym im. F. Chopina. Jej dyrygentem został ponownie Alfons Brandt.
Zmarł w Piotrkowie, natomiast po pewnym czasie ekshumowano i przewieziono trumnę na cmentarz parafialny w Kaszewicach, w gminie Kluki.
Od września roku 2008 szkoła podstawowa w Kurnosie nosi imię muzyka.